# Szu–26
A Szu–26 egy együléses műrepülőgép, amelyet a Szovjetunióban, a Szuhoj-tervezőirodában fejlesztettek ki.

## Története
A Szu–26 a Szuhoj-tervezőiroda első polgári célú repülőgépe. Tervezése 1983-ban kezdődött a DOSZAAF megbízásából, a Jak–50 leváltására. Az SZ42 gyári típusjelzésű gép tervezésben a tervezőiroda fiatal munkatársai vettek részt Vjacseszlav Kondratyjev vezetésével, de bekapcsolódtak a munkába a Moszkvai Repülési Intézet (MAI) hallgatói is. Az első prototípus 1984. június 30-án hajtotta végre az első felszállását Zsukovszkijban, a Gromov Repülőkísérleti Intézet repülőteréről Jevgenyij Frolov berepülőpilótával. A repülőgép berepülési programja során a szovjet műrepülő-válogatott tagjai is lehetőséget kaptak a repülőgép kipróbálására. Bemutatkozására 1984 augusztusában, a szocialista országok Magyarországon megtartott műrepülő-bajnokságán került sor, amelyen a szovjet válogatott tagja, a litván Jurgis Kairys az egyik prototípussal vett részt. Kairys ugyan csak a 24. helyen végzett, de a versenyen szerzett tapasztalatok jelentősen hozzájárultak a gép továbbfejlesztéséhez. A legfontosabb teendő a repülőgép tömegének a csökkentése volt. A továbbfejlesztett változat a Szu–26M típusjelzést kapta. A tömeg csökkentése mellett módosítottak a szárny és a vezérsíkok kialakításán Az 1986-os nagy-britanniai 13. műrepülő világbajnokságon a Szovjetunió válogatottja már a Szu–26M repülőgépekkel vett részt, és összetettben első helyezést ért el.
A profi műrepülők körében népszerű repülőgépnek számít, a műrepülő világversenyek résztvevőinek jelentős része ezt a típust, vagy modernebb változatait használja. Oroszország repülőklubjaiban kb. 30 db üzemel, más országokban legalább további 20 db-ot használnak.

## Szerkezeti kialakítása és műszaki jellemzői
Együléses, teljesen fémépítésű műrepülőgép. Középszárnyas elrendezésű. Egyszerű és masszív szerkezeti kialakítással rendelkezik, amely a statikus terhelési próbák során 22,5 g-nek megfelelő terhelést is elviselt. Szárnyprofilja szimmetrikus, amely a negatív műrepülő elemek kivitelezésénél előnyösebb. Nagyméretű kabintetővel rendelkezik, amely körkörösen jó kilátást biztosít. Aerodinamikai kialakítása repülés közben 18 g túlterhelést tesz lehetővé, de az emberi szervezet terhelhetőségének korlátai miatt a terhelhetőséget +12/–10 g-ben korlátozták. A pilótaülés üvegszálerősítésű műanyagból készült és a gép törzsénél 45%-kal nagyobb g-terhelést is elvisel. A meghajtásról egy kilenchengeres Vegyenyejev M–14R csillagmotor gondoskodik, amely egy háromtollú Hoffman-légcsavart forgat. Futóműve hagyományos, hárompontos. A főfutó rugózó szárai titánötvözetből készültek, a kerek hidraulikus működtetésű tárcsafékkel rendelkeznek. A továbbfejlesztett Szu–26M2 változatba már beszerelték a Szu–29-hez kifejlesztett SZKSZ–94 katapultülés továbbfejlesztett változatát, az SZKSZ–94M mentőrendszert. A korábbi gépek PNL–60 ejtőernyővel rendelkeznek. Pilótafülkéjének kialakítása jó kilátást biztosít a pilóta számára. A pilótafülke számára a törzs oldalán és alján is alakítottak ki ablakokat. Nagyon jó manőverező képességgel rendelkezik. Kiemelkedően nagy – 6 rad/s – hossztengelye körüli forgási sebességre képes.

## Típusváltozatai
- Szu–26M – A Szu–26 modernizált, javított változata
- Szu–26MH – a Szu–26M export-változata
- Szu–26M3 – 2003-ban megjelent változat, erősebb, M9F típusú csillagmotorral felszerelve

## Műszaki adatai

### Méret- és tömegadatok
- Hossz: 6,85 m
- Fesztáv: 7,80 m
- Magasság: 2,78 m
- Szárnyfelület: 11,80 ²m
- Üres tömeg: 705 kg
- Maximális felszálló tömeg: 1000 kg
- Üzemanyagtartály: 63 l

### Motor
- Motorok száma: 1 db
- Típusa: Vegyenyejev M–14P csillagmotor
- Teljesítmény: 265 kW (360 Le)

### Repülési adatok
- Megengedett legnagyobb sebesség: 450 km/h
- Maximális sebesség:[1] 310 km/h
- Utazósebesség: 260 km/h
- Felszállási úthossz: 160 m
- Átrepülési hatótávolság: 800 km
- Szolgálati csúcsmagasság: 4000 m
- Emelkedőképesség: 18 m/s
- Teherbírás: +12 és -10 g között

## Külső hivatkozások
- A repülőgépet gyártó Szuhoj OKB honlapja (oroszul és angolul)